# Motorradmechaniker
Motorradmechaniker ist eine Berufsbezeichnung für eine ausgebildete Fachkraft. In der Schweiz ist es eine geschützte Berufsbezeichnung, die nur Fachkräfte mit Eidgenössischem Fachzertifikat (EFZ) verwenden dürfen.

## Ausbildung
In der Schweiz ist die Ausbildung zum Zweirad-Fachmann in verschiedene Berufe aufgeteilt. Der Motorradmechaniker (EFZ) befasst sich mit der Wartung und Reparatur von grosshubraumigen Motorrädern. Die Ausbildung dauert vier Jahre, die Theorie umfasst 1 bis 1½ Tage pro Woche an der Berufsschule.
Analog dazu ist der Kleinmotorrad- und Fahrradmechaniker für kleine Motorräder wie Motorroller sowie Mofas, Fahrräder und E-Bikes zuständig. Der Fahrradmechaniker ist nur für Fahrräder zuständig. Vor 1986 waren alle diese Berufe in einer einzigen Lehre als Fahrrad- und Motorradmechaniker vereinigt.

## Aufgaben
Motorradmechaniker werden ausgebildet, um die Fahr- und Verkehrstüchtigkeit, Instandsetzung und Restaurierung von Motorrädern aller Art, Motorradgespannen, Dreirädern und 4-rädrigen Quads zu gewährleisten und für die Verkehrszulassung vorzubereiten.

### Werkstattarbeiten
Motorradmechaniker führen Arbeiten an Rahmen und Fahrwerk, Rädern und Motoren aus. Sie prüfen diese auf Abnutzung, Unfallschäden und altersbedingte Mangelerscheinungen. Eine wichtige Aufgabe ist das Prüfen und Justieren von Lenkkopflager und Schwingenlager sowie das Wechseln des Dämpferöls, der Dichtringe und der Führungsbuchsen an Teleskopgabeln und Hinterradaufhängungen. Ausserdem kontrollieren und warten sie die Bremsanlagen, mit und ohne ABS. Die Elektronik der Motorräder gehört ebenfalls in ihr Ressort. Dazu gehören die Batterien genauso wie die Starter-, Lade- und Zündanlage. Sie zerlegen reparieren und justieren ganze Motoren genauso wie deren Einzelteile. Das gilt für Verbrennungsmotoren genauso wie für Elektroantriebe. Um die Richtigkeit und Genauigkeit zu gewährleisten, verwenden sie, wenn vorhanden, Werkstatthandbücher, die von den Herstellern zur Verfügung gestellt werden. Der Umgang mit Messgeräten, Multimetern und modernen Computern zur Diagnose gehört zum Arbeitsalltag. Dabei sind sie verpflichtet, die Vorgaben zur Qualitätssicherung, zur Arbeitssicherheit, zum Umwelt- und zum Gesundheitsschutz einzuhalten. Die Verkehrstüchtigkeit stellen sie mit einer Probefahrt sicher.

### Kundenberatung
Neben der Arbeit in der Werkstatt beraten sie auch die Kundschaft. Sie erklären die Vor- und Nachteile verschiedener Fahrzeuge, behalten dabei den Überblick über die zu erledigenden Arbeiten und planen die Arbeitsschritte sorgfältig.

## Kurse
Motorradmechaniker lernen in Kursen spanabhebende Techniken, wie Sägen, Bohren, Senken, Drehen oder Fräsen, genauso wie Schweissen und Löten.

## Berufsschule
An der Berufsschule lernen Motorradmechaniker neben den Standardfächern wie Fahrzeugkunde, Motorenkunde, Werkstoffkunde, Fachrechnen und Geometrie auch allgemein bildende Inhalte wie Deutsch und Politik. Auf den Umstand, dass sich viele Motorradmechaniker selbstständig machen, wird ebenfalls Rücksicht genommen, mit den Fächern Rechtskunde und Geschäftskunde. Dabei lernen sie das Vertragsrecht genauso wie das Führen der Buchhaltung.